# Region (Unia Europejska)
Region – terytorialny organ prawa publicznego utworzony bezpośrednio pod poziomem ogólnopaństwowym i wyposażony w polityczny samorząd.